# Velm-Götzendorf
Velm-Götzendorf je obec v Rakousku ve spolkové zemi Dolní Rakousy v okrese Gänserndorf.

## Geografie

### Geografická poloha
Velm-Götzendorf se nachází ve spolkové zemi Dolní Rakousy v regionu Weinviertel. Rozloha území obce činí 17,73 km², z nichž 3 % jsou zalesněná.

### Části obce
Území obce Velm-Götzendorf se skládá ze dvou částí (v závorce uveden počet obyvatel k 1. 1. 2017):
- Götzendorf (459)
- Velm (266)

### Sousední obce
- na severu: Zistersdorf
- na východě: Dürnkrut
- na jihu: Ebenthal
- na západě: Spannberg

## Politika

### Obecní zastupitelstvo
Obecní zastupitelstvo se skládá ze 15 členů. Od komunálních voleb v roce 2015 zastávají následující strany tyto mandáty:
- 10 ÖVP
- 5 SPÖ

### Starosta
Nynějším starostou obce Velm-Götzendorf je Gerald Haasmüller ze strany ÖVP.